# Prisian
Prisian – wieś w Rumunii, w okręgu Caraș-Severin, w gminie Buchin. W 2011 roku liczyła 481 mieszkańców. 